# Ulkan (Ort)
Ulkan (russisch Улькан) ist eine Siedlung städtischen Typs in der Oblast Irkutsk (Russland) mit 5412 Einwohnern (Stand 14. Oktober 2010).

## Geographie
Die Siedlung liegt am Ostrand des Lena-Angara-Plateaus, zwischen Lena und Baikalsee etwa 430 Kilometer (Luftlinie) nordöstlich der Oblasthauptstadt Irkutsk. Sie liegt unweit der Mündung bedeutenden rechten Zuflusses Ulkan in den Lena-Nebenfluss Kirenga.
Ulkan gehört zum Rajon Kasatschinsko-Lenski, dessen Verwaltungszentrum  Kasatschinskoje etwa 50 Kilometer in nördlicher Richtung entfernt liegt. Zu Ulkan gehört die gut 15 Kilometer östlich gelegene Siedlung Umbella bei der gleichnamigen Bahnstation, benannt nach einem dort mündenden rechten Zufluss des Ulkan.

## Geschichte
Der Ort entstand ab 1974 in der Nähe der alten Ansiedlung Juchta im Zusammenhang mit dem Bau der Baikal-Amur-Magistrale (BAM), die hier das Tal der Kirenga in östlicher Richtung verlässt. Bahnstation und Siedlung wurden von Bauarbeitern aus der damaligen Aserbaidschanischen SSR errichtet (im Rahmen der Propaganda um das Allunions-Komsomol-Bauobjekt BAM übernahmen jeweils eine oder mehrere Regionen der damaligen Sowjetunion Patenschaften über die meisten zu errichtenden Stationen und Siedlungen entlang der Strecke).
1976 wurde der Status einer Siedlung städtischen Typs verliehen. Der reguläre Bahnverkehr auf dem gesamten Streckenabschnitt zwischen Lena und Baikalsee (Sewerobaikalsk) wurde 1981 ausgenommen. Die Siedlung wuchs anfangs schnell; nach Fertigstellung der Bahnstrecke und mit deren zeitweiligem Niedergang infolge der Wirtschaftskrise ab dem Ende der 1980er Jahre sank die Bevölkerungszahl jedoch erheblich.

### Bevölkerungsentwicklung
| Jahr | Einwohner |
| ---- | --------- |
| 1979 | 4196      |
| 1989 | 9152      |
| 2002 | 5853      |
| 2010 | 5412      |

Anmerkung: Volkszählungsdaten

## Wirtschaft und Infrastruktur
In Ulkan gibt es Betriebe der Forstwirtschaft.
Hier befindet sich eine Station der Baikal-Amur-Magistrale (Streckenkilometer 930 ab Taischet). Durch den Ort führt die unbefestigte, der Bahnstrecke folgende Straße.